# Closterotomus
Closterotomus là một chi bọ xít thực vật thuộc họ Miridae và phân họ Mirinae.

## Loài
- Closterotomus annulus (Brullé, 1832)
- Closterotomus biclavatus (Herrich-Schäffer, 1835)
- Closterotomus cinctipes (A. Costa, 1853)
- Closterotomus costae (Reuter, 1888)
- Closterotomus fulvomaculatus (De Geer, 1773)
- Closterotomus histrio (Reuter, 1877)
- Closterotomus krueperi (Reuter, 1880)
- Closterotomus migrans (Lindberg, 1948)
- Closterotomus norwegicus (Gmelin, 1790)
- Closterotomus picturatus (Reuter, 1896)
- Closterotomus princeps (Reuter, 1880)
- Closterotomus putoni (Horváth, 1888)
- Closterotomus reuteri (Horváth, 1882)
- Closterotomus samojedorum (J. Sahlberg, 1878)
- Closterotomus trivialis (A. Costa, 1853)
- Closterotomus tunetanus (Wagner, 1942)
- Closterotomus ventralis (Reuter, 1879)
- Closterotomus venustus (Fieber, 1861)
- Closterotomus vicinus (Horváth, 1876)

## Hình ảnh

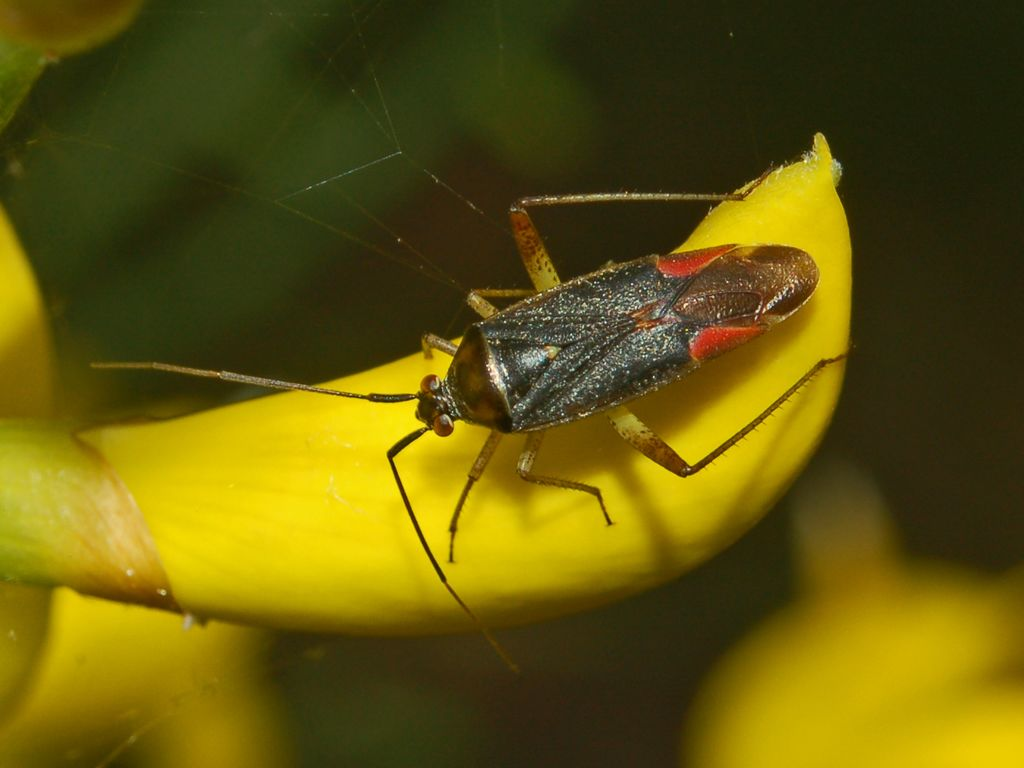
Closterotomus trivialis, đực
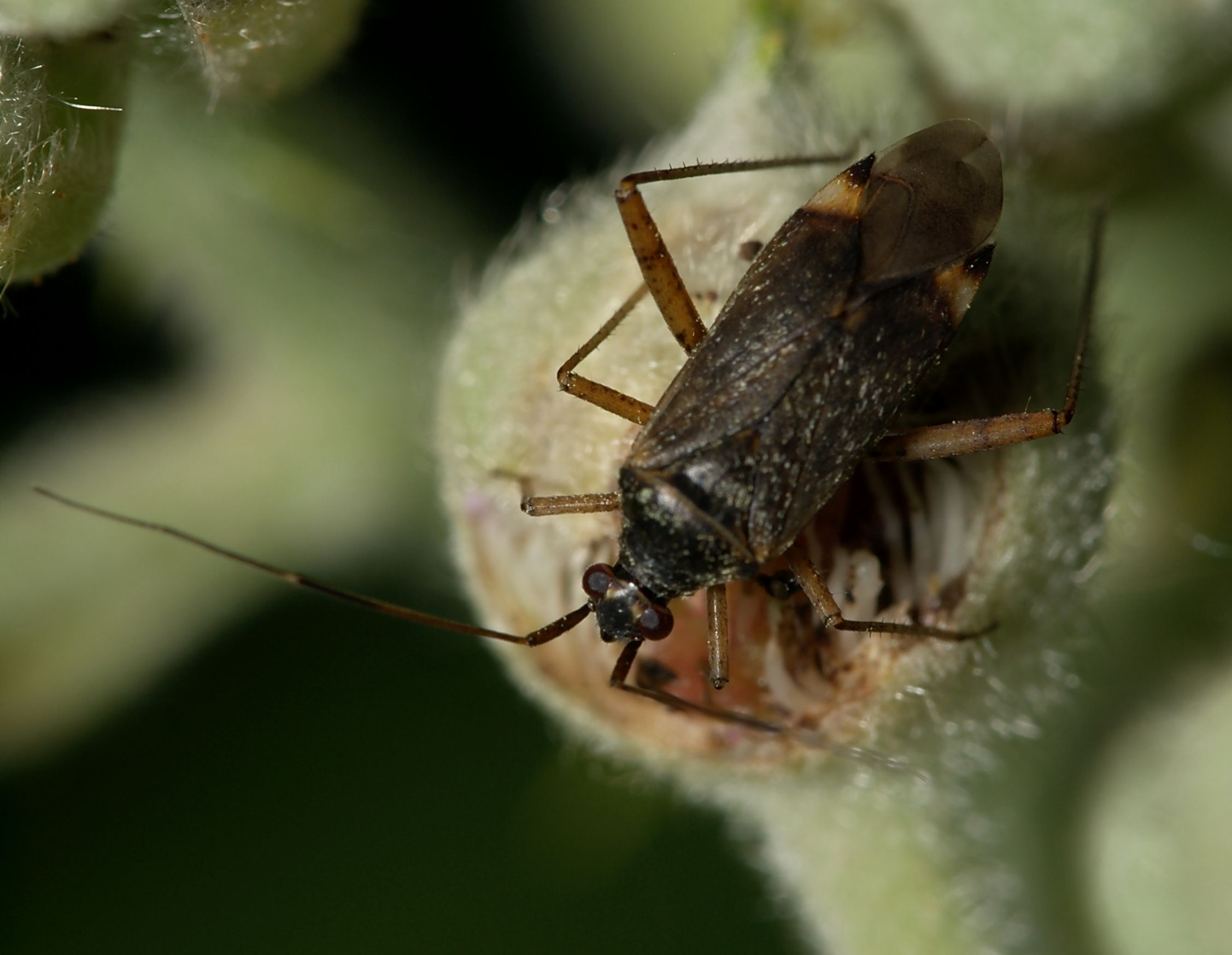
Closterotomus Fulvomaculatus
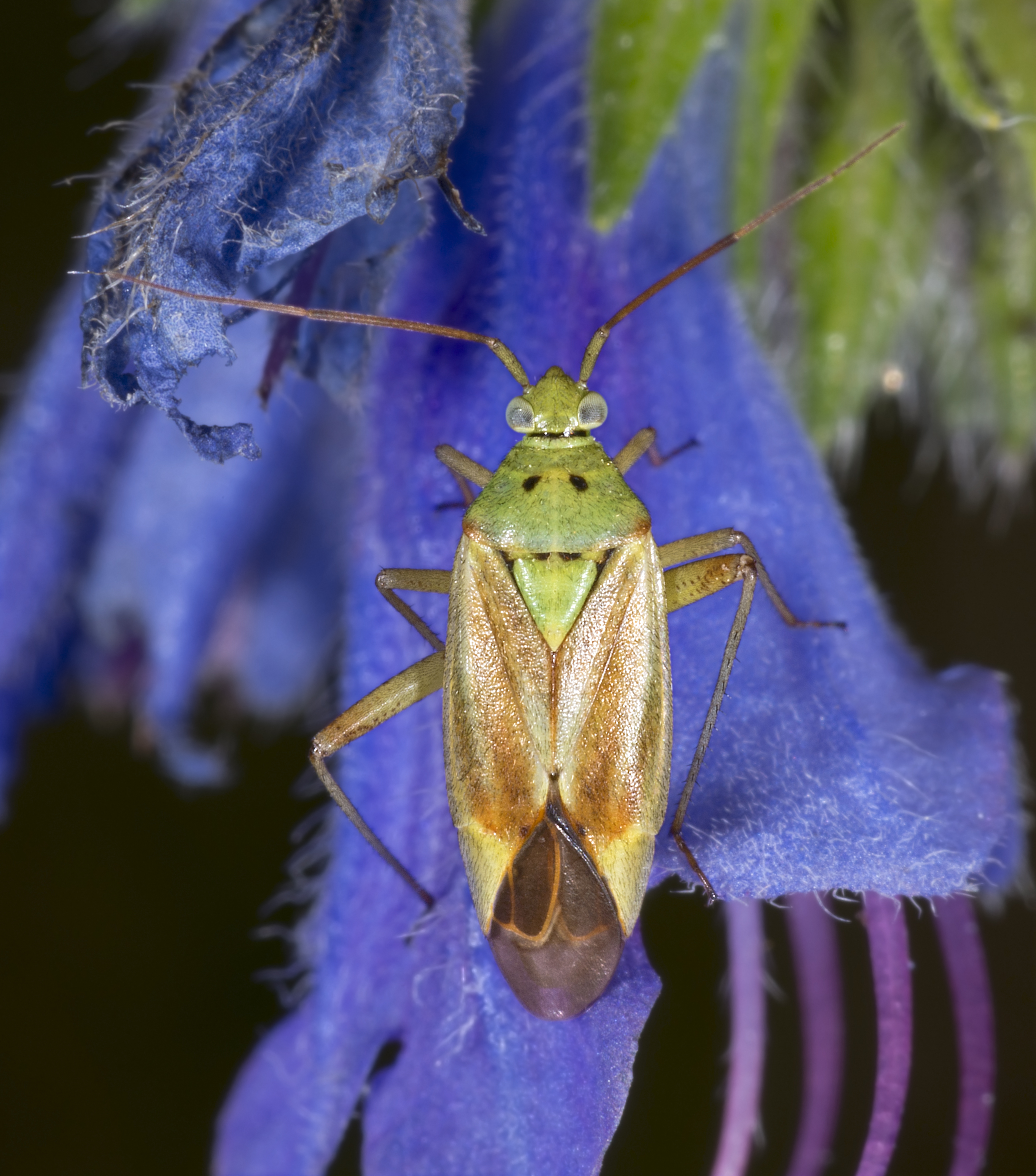
Closterotomus norwegicus
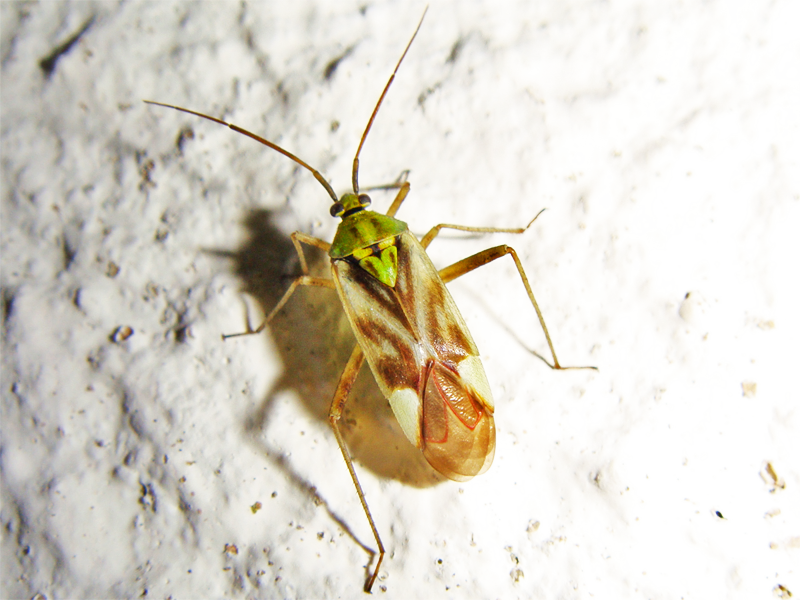
Closterotomus venustus